# Buôn bán ngà

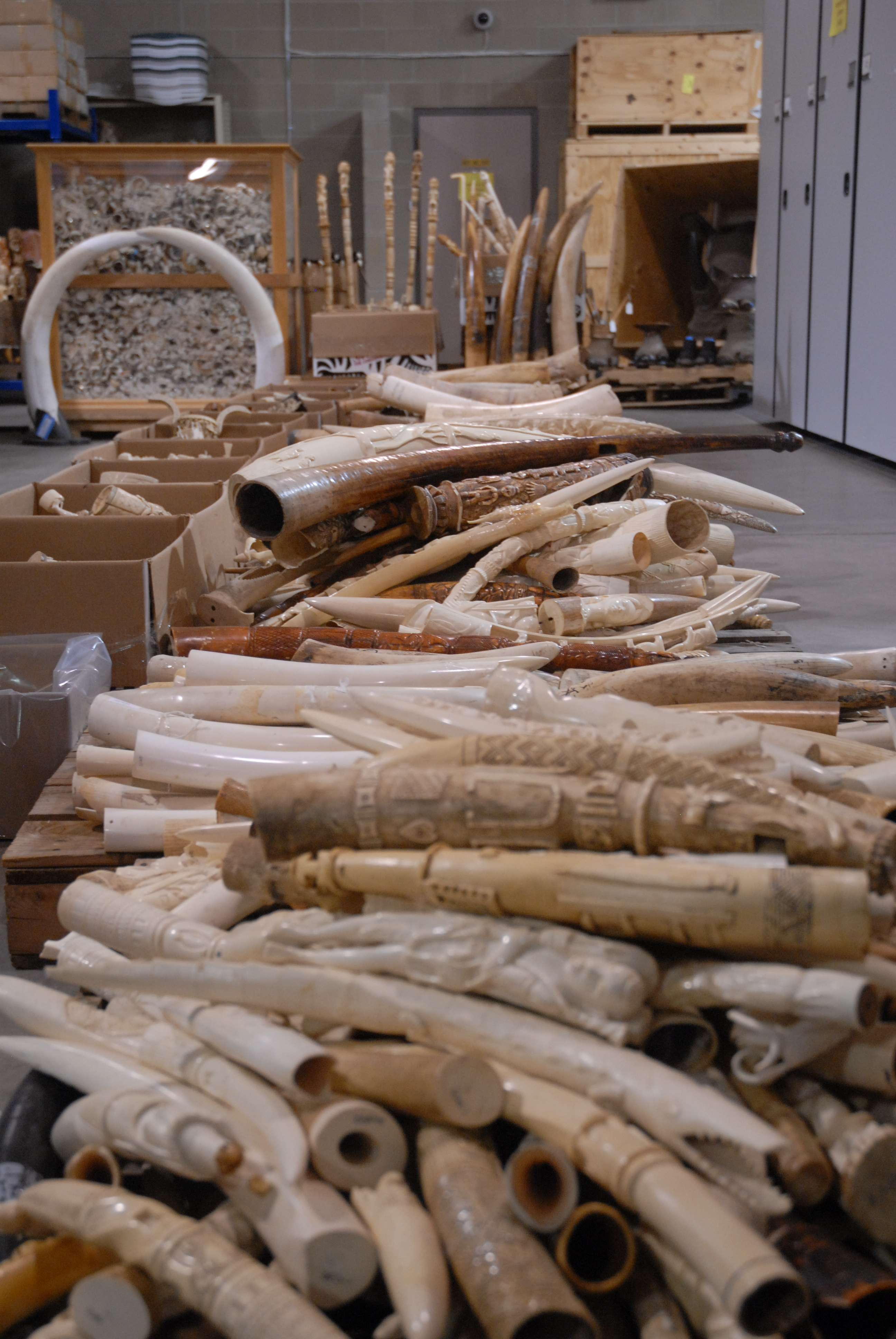
Ngà voi tinh chế

Buôn bán ngà hay còn gọi là buôn bán ngà voi là hoạt động thương mại thường xuyên bất hợp pháp trong việc mua bán, vận chuyển, tiêu thụ các sản phẩm từ ngà của các loài động vật như voi, hải tượng, kỳ lân biển, báo biển nhưng phổ biến nhất là ngà voi của voi châu Phi và voi châu Á. Ngà voi là một hàng lậu thường được buôn bán một cách phổ biến, có thể bán ít ở quốc gia nguồn và có thể lấy giá cao ở các quốc gia đích đến. Giá cả phụ thuộc rất nhiều vào quốc gia nguồn và sản phẩm. Giá và nhu cầu ngà voi đã tăng vọt, khiến nó trở thành một thị trường đang phát triển và sinh lợi. Trên toàn cầu, hoạt động buôn bán ngà voi bất hợp pháp trong năm 2014 cao hơn gấp đôi so với năm 2007. Trung Quốc là nước nhập khẩu ngà voi bất hợp pháp lớn nhất, Hoa Kỳ đứng thứ hai. 

## Tổng quan

### Lịch sử

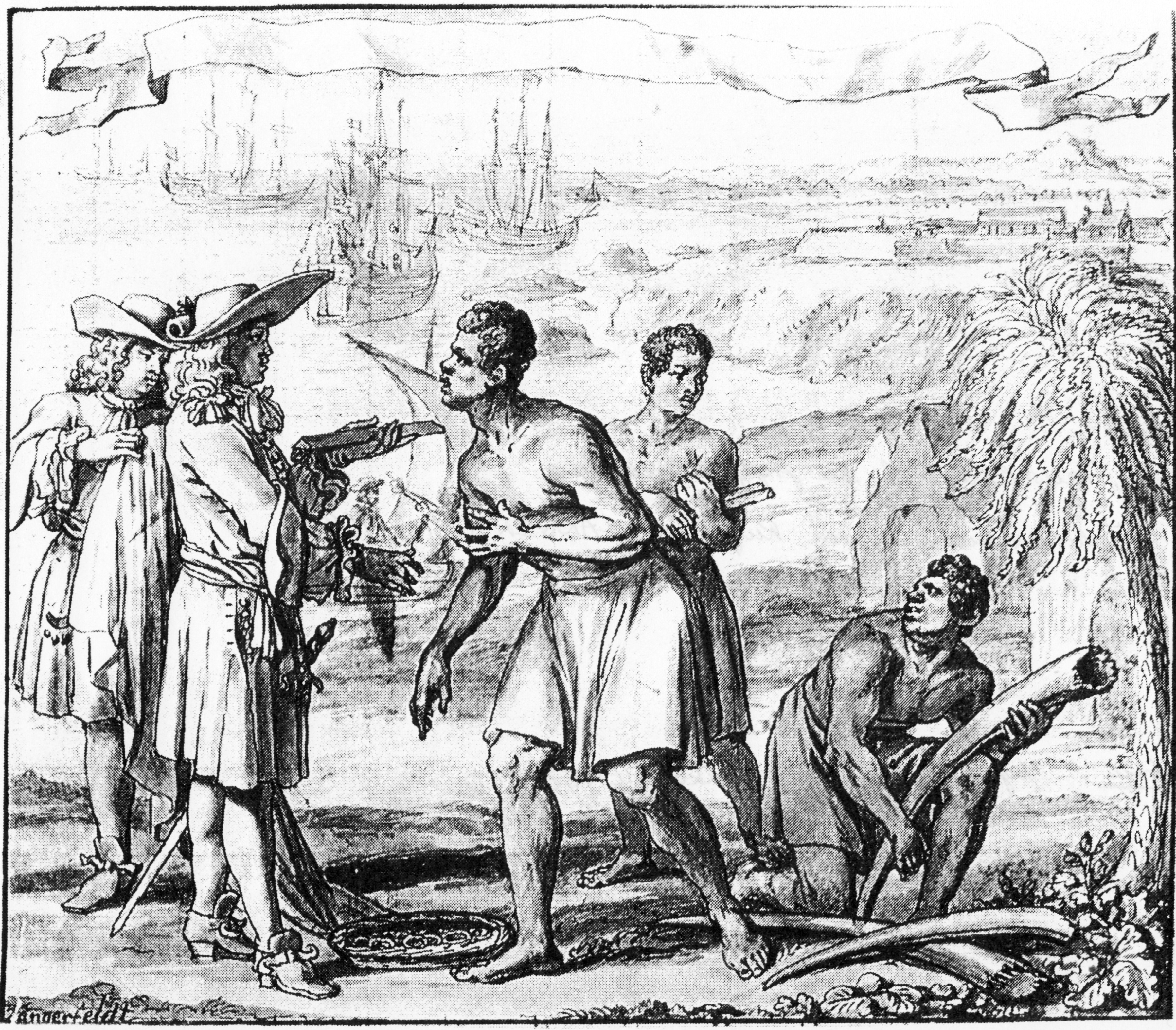
Tranh vẽ về cảnh buôn bán ngà voi thế kỷ thứ XVII ở châu Phi

Ngà đã được giao dịch hàng trăm năm bởi những người dân ở các vùng như Greenland, Alaska và Siberia và rộ lên khủng khiếp trong thời khì thực dân châu Âu cai trị châu Phi và mở ra tuyến đường buôn bán ngà voi trên biển. Trong lịch sử, việc săn voi là phổ biến để bắt và sử dụng voi ở châu Á, riêng ở châu Phi việc săn bắt voi lấy ngà được thực hiện bởi những tên thực dân phương Tây và ngà voi là mặt hàng buôn bán nhộn nhịp. Địa danh nổi tiếng ở châu Phi gắn với việc buôn bán ngà voi là đất nước Bờ Biển Ngà.
Năm 1857, nhà buôn người Pháp Alphonse de Malzac lập một trạm ở Rumbek để buôn bán ngà voi và nô lệ. Các nô lệ và ngà voi được chở tới sông Nile rồi chở bằng tàu thuyền tới Khartoum. Việc buôn bán trong thời gian gần đây, đã dẫn đến nguy cơ tuyệt chủng của các loài, dẫn đến hạn chế và cấm việc buôn ngà voi. Sừng kỳ lân được coi là có sức mạnh ma thuật, chẳng hạn như khả năng để chữa bệnh ngộ độc và bệnh trầm uất, những người Viking và các lái buôn phương bắc chớp lấy cơ hội này đã có thể bán chúng với giá trị qui ra vàng gấp nhiều lần trọng lượng chính chiếc ngà. Ngà còn được sử dụng để làm ly mà người ta tin rằng có thể hóa giải bất kì chất độc nào.

### Buôn bán

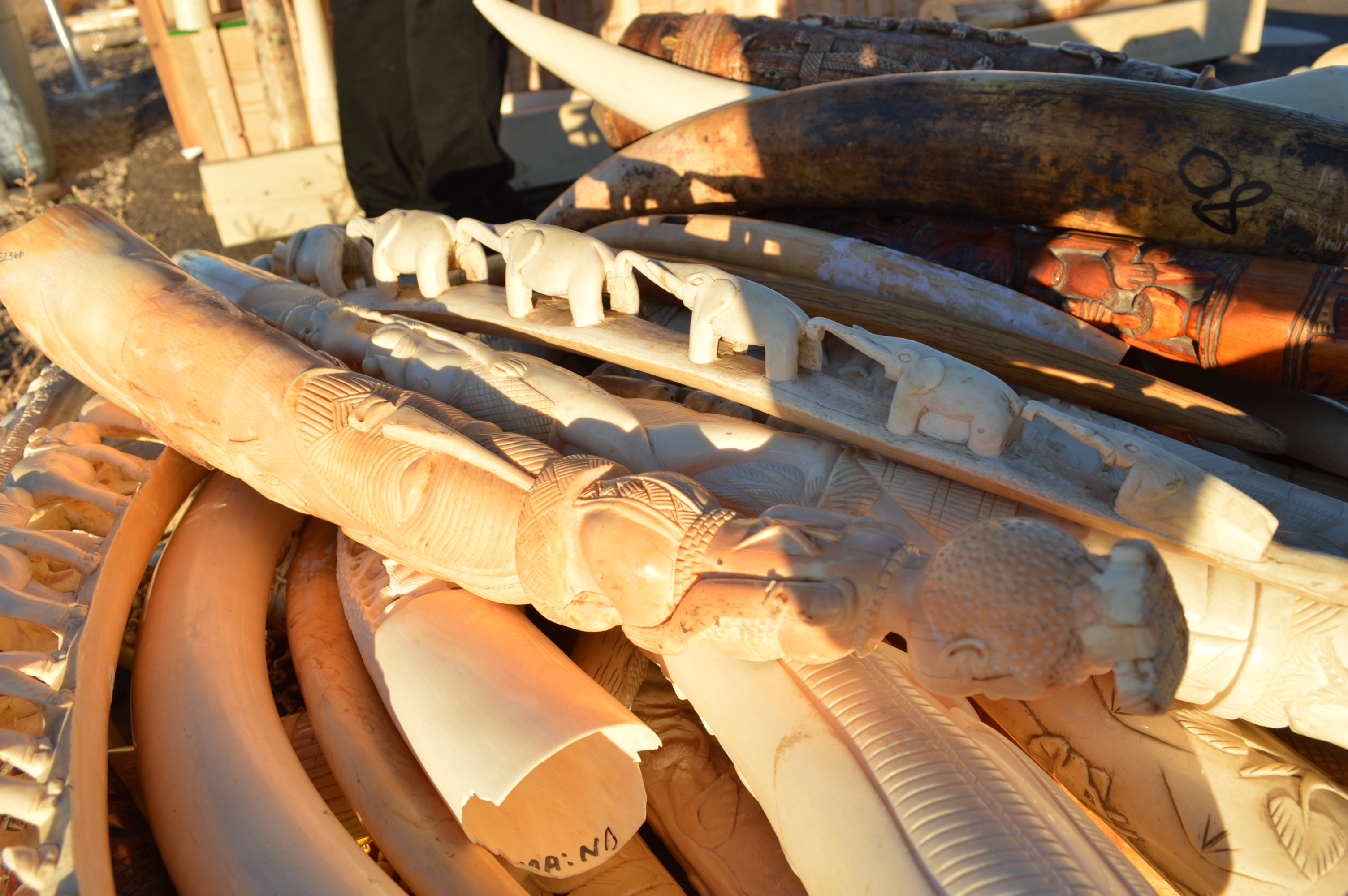
Ngà voi được chế tác tinh vi

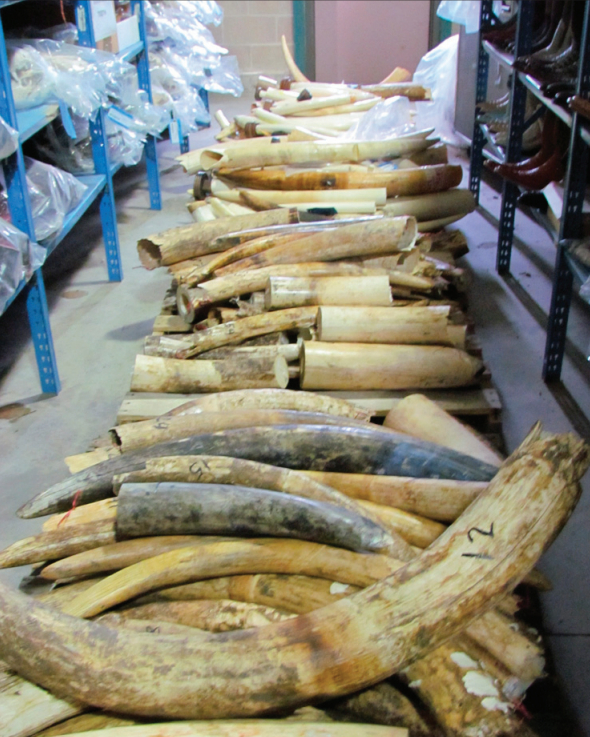
Ngà voi dạng thô

Với giá rất đắt, những chiếc ngà voi đang trở thành một trong những vật phẩm quý giá nhất trên thế giới. Vào thời điểm năm 2010 giá của 1 kg ngà voi cắt miếng lên tới 1.863 USD. Chính vì vậy, số lượng voi bị giết ngày càng nhiều tại khắp các quốc gia trên thế giới. Voi châu Phi đang đứng trước nguy cơ tuyệt chủng do tình trạng săn bắn trái phép lấy ngà voi, vốn được sử dụng như một những vật dụng trang trí sang trọng trong các gia đình châu Á và đồ trang sức. Sau khi giết voi, các tay thợ săn sẽ lấy ngà cưa cắt ra làm các đồ mỹ nghệ hoặc để ngà voi nguyên chiếc. Ngành công nghiệp săn bắn và buôn lậu ngà voi bất hợp pháp hiện có giá trị lên tới hơn 10 tỉ USD mỗi năm.
Ngà voi thu được từ những chuyến đi săn như vậy được buôn lậu về châu Á. Tại đây, chúng được gia công, điêu khắc và bán dưới dạng các tác phẩm nghệ thuật với giá rất cao. Một chiếc ngà voi lớn có thể mang lại lợi nhuận cho người bán khoản tiền lên tới 6.000 USD. Các tuyến đường vận chuyển ngà voi đã được hình thành từ các hải cảng ở Tây và Trung Phi tới Đông Phi với Tanzania và Kenya là đầu ra cho các hoạt động buôn bán bất hợp pháp ra khỏi châu Phi. Hoa Kỳ là quốc gia đứng thứ hai sau Trung Quốc trong các thị trường tiêu thụ ngà voi bất hợp pháp. Nhưng việc buôn bán trái phép ngà voi không được chú trọng bởi các công tố viên, và các đạo luật mới nhằm thúc đẩy thương mại toàn cầu khiến việc săn trộm ngà voi trở thành công việc lợi nhuận cao, nguy cơ thấp.
Malaysia, Việt Nam và Hồng Kông là những tuyến trung chuyển với điểm tiêu thụ cuối cùng là Trung Quốc và Thái Lan. Hải quan Hong Kong đã từng phát hiện 7,2 tấn ngà voi trong một chuyến hàng từ Malaysia. Tuy nhiên, trong hai năm, những kẻ buôn lậu đã bắt đầu sử dụng các tuyến đường mới hình thành ở một số quốc gia như Togo và Bờ Biển Ngà như các địa điểm xuất khẩu của châu Phi cùng với Indonesia, Tây Ban Nha, Sri Lanka và Các tiểu vương quốc Ả Rập thống nhất là các điểm trung chuyển mới. Đứng hàng đầu trong số những nước trung chuyển loại hàng này là Nigeria, Kenya, Tanzania và đặc biệt là Malaysia, nơi có tới 6 vụ buôn lậu bị phát giác trong năm 2011.
Năm 2012, chính quyền Malaysia đã phát hiện và thu giữ 1,4 tấn ngà voi tại cảng Klang, ở phía tây thủ đô Kuala Lumpur. Ngà voi và sản phẩm bằng ngà voi bị hải quan Malaysia tịch thu. Số ngà này được gửi từ Mombasa, Kenya và nơi đến là Cam Bốt. Trong vụ bắt giữ năm 2011, cơ quan chức năng đã tịch thu 727 chiếc ngà, được dấu trong các thùng hàng ở cảng Mombasa, Kenya, và địa chỉ nơi nhận chúng là châu Á. Giới chức Hong Kong cũng từng tịch thu hơn một tấn ngà voi từ Kenya. Trị giá của số ngà voi này lên tới 1,4 triệu USD. Theo thông lệ, các thùng chứa ngà voi bất hợp pháp thường được gửi đến Thái Lan hoặc Trung Quốc. Việc xuất hiện một tầng lớp trung lưu tại các nước này, luôn thèm khát những sản phẩm xa xỉ, đã góp phần thúc đẩy các hoạt động buôn bán ngà voi trái phép.
Những kẻ săn trộm thường tấn công voi tại một nước rồi vận chuyển ngà voi lậu từ nước láng giềng để trốn tránh luật pháp. Chẳng hạn như 6,5 tấn ngà voi bị thu giữ tại Singapore năm 2002 được vận chuyển từ Malawi, nhưng xét nghiệm DNA cho thấy số ngà voi này có nguồn gốc từ vùng trung tâm Zambia. Tương tự, một vụ vận chuyển 3,9 tấn năm 2006 bị bắt tại Hongkong đến từ Cameroon, nhưng kết quả DNA cho thấy nguồn gốc số hàng này từ trung tâm Gabon. Tiếp nối thêm danh sách các quốc gia đích đến của ngà voi, trong vài năm trở năm trở lại đây nhu cầu đã tăng mạnh tại Hoa Kỳ, nơi ngà voi được dùng để làm chuôi dao hoặc báng súng.
Đợt bán ngà voi có kiểm soát đầu tiên được thực hiện vào năm 1999. Tệ nạn buôn lậu đã giảm liên tục trong 5 năm sau đó nhưng tăng trở lại kể từ 2004. Giao dịch có kiểm soát gần đây nhất là vào năm 2008. Namibia, Botswana và Zimbabwe đã bán 200 tấn ngà voi cho Trung Quốc và Nhật Bản. Đó là số ngà thu lượm được từ những con voi chết già hoặc được phép bắn hạ để điều hòa số lượng. Tuy nhiên, tệ nạn buôn lậu lại tăng mạnh kể từ 2009 cho đến nay cho thấy khó có thể kết luận được mối quan hệ nhân quả giữa việc cho phép bán ngà voi có kiểm soát và tệ nạn buôn lậu. Các tổ chức bảo vệ động vật hoang dã đang gây áp lực đòi các chính phủ ở châu Phi phải gia tăng phương tiện trong cuộc đấu tranh chống tệ nạn săn bắn voi trái phép lấy ngà.

## Các nước

### Ở châu Phi

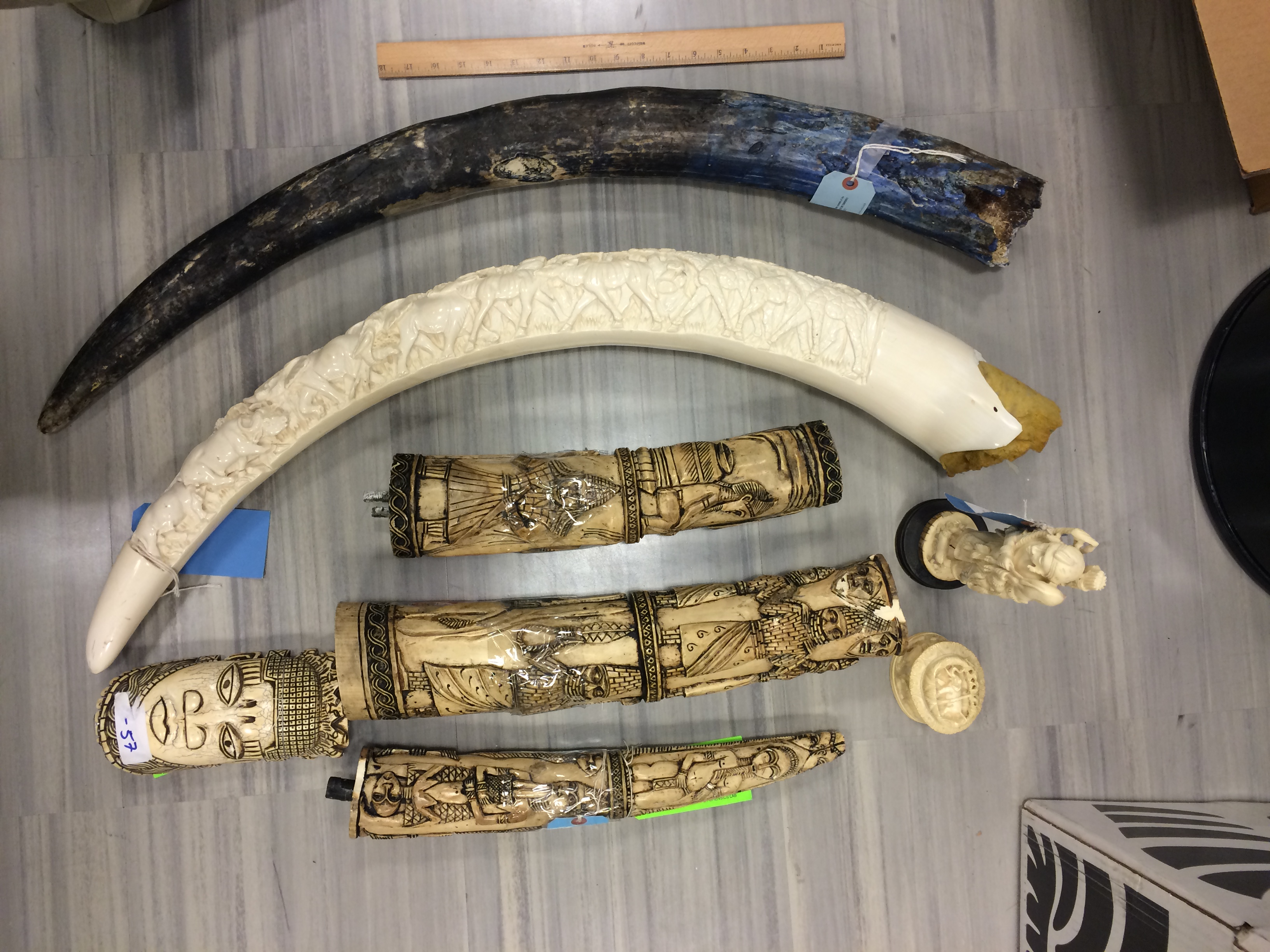
Ngà voi tinh chế ở châu Phi

Hoạt động buôn lậu ngà voi, hầu như không có ngoại lệ, đã bị cấm từ năm 1989 sau khi số lượng voi châu Phi giảm mạnh từ hàng triệu vào giữa thế kỷ XX xuống còn chỉ khoảng 600.000 con vào cuối những năm 1980. Buôn bán bất hợp pháp ngà voi tại châu Phi đã tăng sau khi lệnh cấm buôn bán quốc tế của CITES được nới lỏng vào năm 2007 và cho phép các quốc gia châu Phi bán kho ngà voi có nguồn gốc từ các cá thể voi đã chết trong tự nhiên hoặc do bệnh tật. Ở đất nước Kenya giá 1 kg ngà voi ở các khu chợ đen khoảng 1.800 USD. Mỗi chiếc ngà voi lớn có thể mang lại cho người bán một khoản tiền hấp dẫn 6.000 USD (khoảng 120 triệu VNĐ), đủ để cho một người dân Kenya ăn chơi thỏa thích hàng năm trời. Ngà của voi tại Gabon là thứ hấp dẫn đối với bọn săn trộm vì chúng rất cứng và có sắc hồng.
Hiện tượng săn bắt voi lấy ngà đáp ứng nhu cầu ngà voi của Trung Quốc đang là một vấn nạn nghiêm trọng ở châu Phi. Theo thống kê, tổng đàn voi châu Phi có 600.000 con mỗi năm chết khoảng 38.000 con. Con số này dựa trên số vụ buôn bán ngà voi trái phép và nó vượt quá tỷ lệ sinh hằng năm của loài voi. Nhưng vào tháng 1 năm 1990, nhiều nước trên thế giới đã ký một lệnh cấm quốc tế về việc buôn bán ngà voi. Năm 1989, Hội nghị thương mại quốc tế về các loài bị nguy hiểm trong quần thể động thực vật đã cấm hầu hết các trao đổi buôn bán ngà voi quốc tế. Lệnh cấm này có hiệu lực với tất cả các hoạt động trao đổi buôn bán ngà voi ngoại trừ ngà voi được các quốc gia khai thác một cách hợp pháp từ các đàn voi của họ hoặc từ những con voi đã chết.
Số liệu thống kê các vụ bắt giữ có quy mô lớn trong năm 2013 (từ mức độ 500 kg ngà voi/vụ tại một địa điểm) cho thấy lượng ngà voi bị tịch thu đã đạt mức cao nhất trong 25 năm qua. Một số vụ lớn cho thấy có sự tham gia của các tổ chức tội phạm và qua 18 vụ bắt giữ đã tịch thu 41,6 tấn ngà voi trong năm 2013, tăng 20% so với số liệu năm 2011. Trong năm 2011, số lượng ngà voi bị tịch thu ước tính hơn 23 tấn, cao gấp đôi so với mức 10 tấn của năm 2010 - tương đương 2.500 con voi, hoặc nhiều hơn thế, đã bị giết. Giá ngà voi có thể lên đến 1.000 USD/pound (1pound=0,45 kg) khiến năm 2011 cũng trở thành năm cao độ nhất của nạn buôn bán bất hợp pháp ngà voi trong 16 năm qua. Kể từ năm 1989, thời điểm cấm buôn bán ngà voi trên thế giới, chưa bao giờ nạn giết voi buôn lậu ngà lại phát triển mạnh như trong năm 2011. Nếu chỉ tính những vụ buôn lậu có quy mô lớn, với hơn 800 kg ngà voi, thì riêng trong năm 2011 đã có tới 13 vụ được phát hiện so với 6 vụ trong năm 2010.

### Trung Quốc

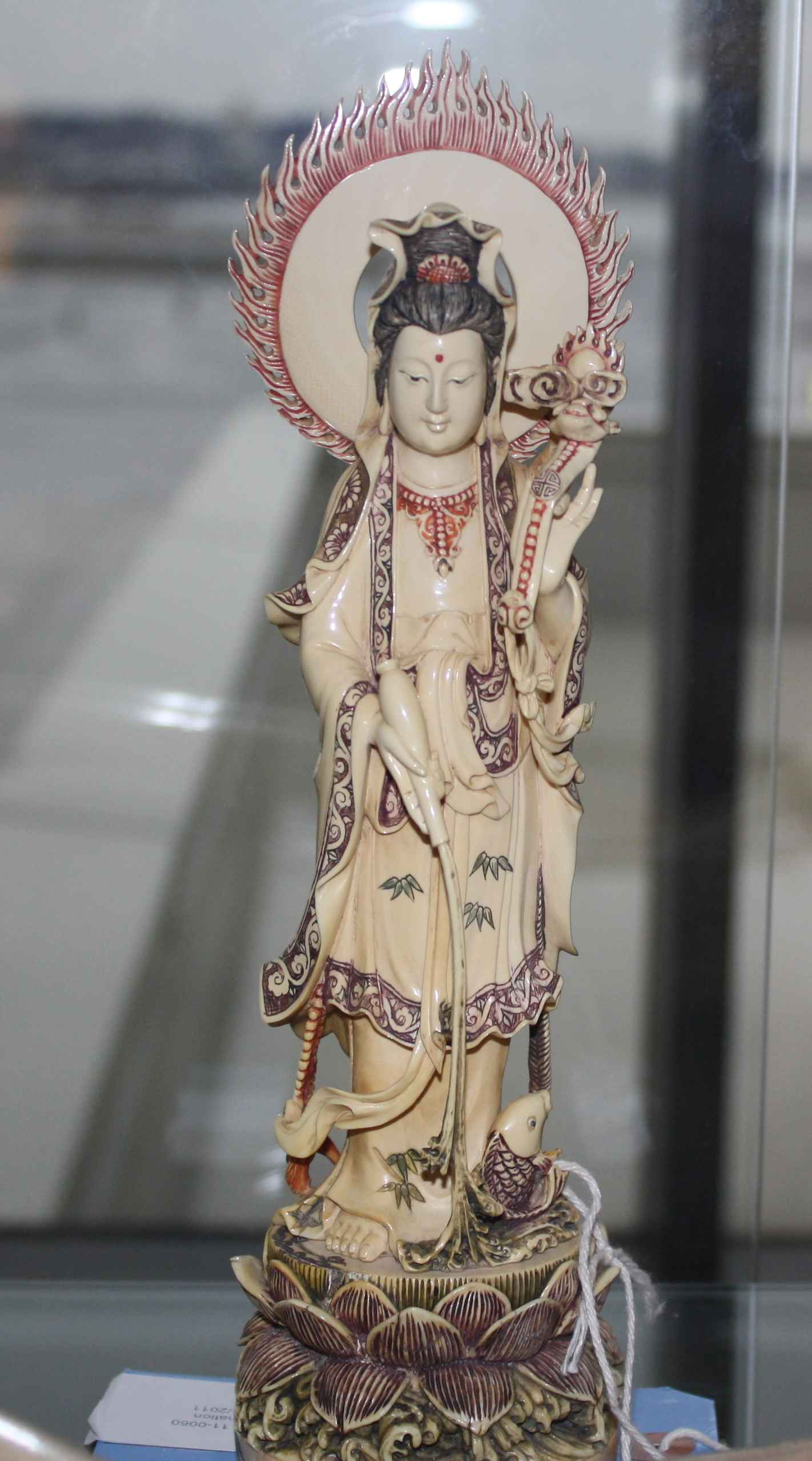
Tượng bồ tát được chế tác từ ngà voi ở Trung Quốc

Thị trường Trung Quốc được cho là một trong những yếu tố chính dẫn tới việc săn trộm voi ở châu Phi. Việc buôn bán ngà voi giữa các nước đã bị cấm từ năm 1990, nhưng nhiều quốc gia, trong đó có Mỹ và Trung Quốc, vẫn cho phép mua bán ngà voi trong nước. Những năm gần đây, chính phủ Trung Quốc đã thúc đẩy hoạt động giao dịch ngà voi bằng việc cấp phép cho các xưởng sản xuất và các nhà bán lẻ. Nước này hiện dự trữ hàng chục tấn ngà voi kể từ khi hoạt động buôn bán sản phẩm này được Công ước Thương mại quốc tế về Các loài quý hiếm và Động thực vật hoang dã cho phép vào năm 2008.
Trung Quốc là thị trường tiêu thụ ngà voi lớn nhất thế giới. Ước tính 70% sản phẩm ngà voi trên toàn cầu được bán tại Trung Quốc. Nhu cầu ngày càng cao tại châu Á đối với các loại sản phẩm trên khiến tê giác và voi châu Phi bị săn trộm, giết hại ngày một tăng trong những năm gần đây. Trung Quốc là thị trường tiêu thụ ngà voi và sừng tê giác lớn nhất thế giới. Tại Trung Quốc, nhu cầu tiêu thụ ngà voi chủ yếu đến từ tầng lớp trung lưu và thượng lưu ngày càng tăng, đồ chạm khắc, đũa, trang sức bằng ngà voi được xem như một cách thể hiện sự giàu có.
Trung Quốc là nước có thị trường tiêu thụ ngà voi lớn trên thế giới. Ước tính tới năm 2010, tới 90% ngà voi buôn bán ở Trung Quốc là từ săn bắn trái phép. Quân đội kháng chiến của thượng đế (LRA) ở Uganda và Nam Sudan kiếm được 4-12 triệu USD mỗi năm từ buôn lậu ngà voi. Các nhóm phiến quân như al-Shabab buôn lậu ngà voi để tiếp vốn cho hoạt động khủng bố. Phần lớn lượng ngà voi nhập vào Trung Quốc đi qua ngả Hong Kong. Ước tính tổng lượng ngà voi đến thị trường Trung Quốc chiếm 60-90% nguồn cung từ châu Phi. Giá ngà voi ở Trung Quốc tăng gấp ba lần trong vòng bốn năm qua, hiện lên đến 2.100 USD/kg. Năm 2013, nhà chức trách Hong Kong thu giữ tới 8.041 kg ngà voi, một con số kỷ lục, cao hơn 40% so với năm 2012 và 300% so với năm 2003.
Các nước đang bàn thảo khả năng thực hiện cơ chế ra quyết định (DMM), cung cấp cho một số nước ủng hộ buôn ngà voi như Trung Quốc và các quốc gia châu Âu cơ chế mua bán ngà voi hợp pháp. Thực tế thị trường thương mại ngà voi hợp pháp luôn trở thành vỏ bọc che đậy hoạt động buôn lậu ngà voi bất hợp pháp. Trung Quốc đóng hoàn toàn thị trường ngà voi hợp pháp trong đó, công xưởng thuộc sở hữu nhà nước này là một trong những xưởng chế tác ngà voi lớn nhất Trung Quốc. Cục Quản lý Lâm nghiệp Quốc gia thông báo 67 cơ sở cung cấp ngà voi được cấp phép đã bị đóng cửa, trong đó có 12 nhà máy sản xuất và hàng chục cửa hàng bán lẻ. Số còn lại sẽ bị đóng cửa tới cuối năm. Năm 2015, lãnh đạo Trung Quốc và Mỹ đã tuyên bố sẽ cấm "gần như hoàn toàn" thị trường ngà voi trong nước. 

### Viêt Nam

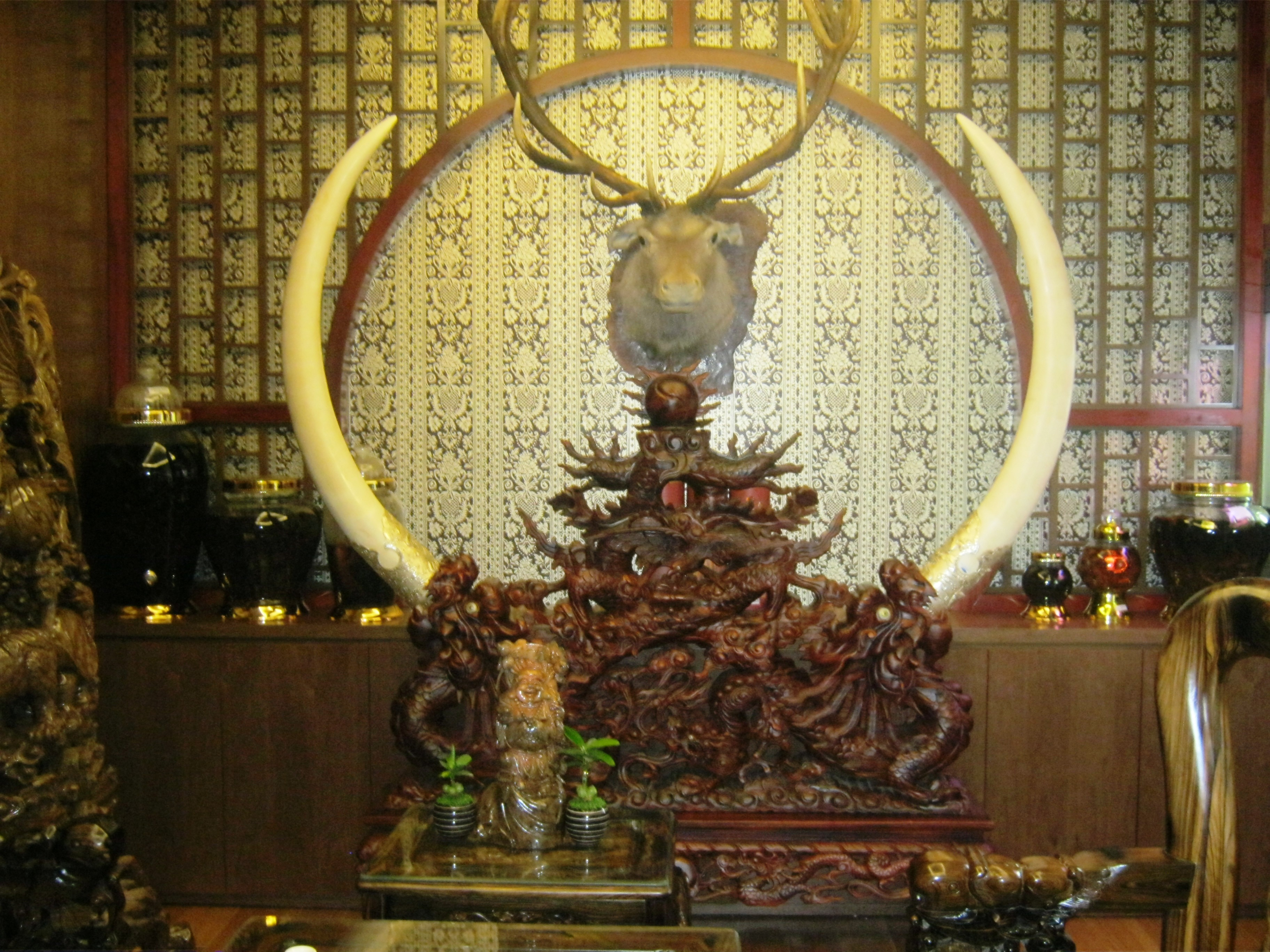
Ngà voi trong Dinh Thống Nhất

Việt Nam vừa là điểm trung chuyển buôn bán ngà voi cho người tiêu dùng ở Trung Quốc và Mỹ để làm đồ trang sức và trang trí nội thất. Ở Việt Nam, có nghi án ngà voi, sừng tê giác hàng chục tỷ đồng tuồn về Việt Nam, gồm hơn 65 kg sản phẩm động vật hoang dã nghi là sừng tê giác và ngà voi. Trong đó có 18 khúc ngà động vật trọng lượng trên 60 kg và 3 sừng động vật, một kg ngà voi là 2.100 USD, gần 46 triệu đồng. Như vậy, nếu lô hàng trót lọt thì sẽ có giá trị đến hàng chục tỷ đồng, vụ Vụ gần 3 tấn ngà voi, vẩy tê tê giấu trong hơn 500 thùng đầu cá được gói kỹ, giấu trong lõi các thùng hàng đông lạnh tạm nhập tái xuất.
Vụ 700 kg ngà voi có giá gần 30 tỷ đồng bị phát hiện trong các khúc gỗ theo tàu về cảng Cát Lái. Đây là lô ngà voi thứ tư bị bắt giữ trong vòng một tháng, hàng trăm ngà voi được giấu trong các khúc gỗ rỗng ruột rộng 30–40 cm, dài hơn 2 m và được chèn chặt bằng mùn cưa. Nhìn bên ngoài, các khúc gỗ không có bất kỳ dấu hiệu bất thường. Số ngà voi được tìm thấy nặng khoảng 700 kg, ước tính giá thị trường gần 30 tỷ đồng. Vụ hơn 500 khúc ngà voi trong những thùng hoa quả, đang được vận chuyển về Hà Nội tiêu thụ. Vụ nhân viên kho tang vật Cục Hải quan Hà Nội cùng đồng phạm đánh tráo đồ giả, rút ruột ngà voi thật bán thu gần 3 tỷ đồng với gần 240 kg ngà voi và hơn 6 kg sừng tê giác, bán thu lời bất chính tổng cộng gần 3 tỷ đồng.

### Thái Lan
Ở Thái Lan, những kẻ săn trộm đã săn các con voi lấy ngà voi, thịt và da. Luật pháp quốc gia (2015) hiện nay của Thái Lan cho phép ngà voi quốc nội Thái Lan được bán một cách hợp pháp. Là một hệ quả không chủ ý, số lượng lớn ngà voi Châu Phi có thể được bán lậu thông qua các cửa hàng của Thái Lan. Chỉ bằng cách đóng cửa thương mại ngà nội địa, Thái Lan có thể giúp loại bỏ mối đe dọa đối với các con voi châu Phi. Phần lớn lượng ngà voi này do du khách nước ngoài mua. Nhu cầu về ngà voi tăng cao khiến nạn săn trộm ngày càng trở nên phổ biến. Thị trường ngà voi của Thái Lan là thị trường lớn nhất trên thế giới và thương mại chủ yếu được cung cấp từ ngà voi châu Phi được buôn lậu vào trong nước. Trên chợ đen Thái Lan một cặp ngà voi được bán với giá vài nghìn USD.
Tháng 7 năm 2014, tại một cuộc họp can thiệp của CITES, Thái Lan đã đồng ý với một thời biểu biểu nghiêm ngặt để giải quyết tình trạng buôn bán ngà voi bất hợp pháp hoặc đối mặt với nguy cơ trừng phạt thương mại. Một tuần trước cuộc họp, TRAFFIC đã phát hành một cuộc khảo sát về Bangkok, nơi có thêm nhiều cửa hàng bán lẻ và số lượng bày bán ngà voi gấp ba lần so với năm 2013. Thái Lan được cho thời hạn đến ngày 30 tháng 9 năm 2014 để đệ trình kế hoạch sửa đổi hành động về ngà voi quốc gia. Buôn bán, vận chuyển hoặc sở hữu các bộ phận của voi bị săn trộm cũng là hành vi phạm pháp. Tuy nhiên, người ta vẫn bí mật buôn bán ngà voi. Một trong những mối lo ngại lớn nhất đối với nhà chức trách ở đây là việc Thái Lan hiện đang được sử dụng làm điểm trung chuyển, đặc biệt là ngà voi. Một chiếc ngà bán ở chợ đen có thể có trị giá lên tới 30.000 đô la. 

### Nhật Bản
Việc buôn bán ngà voi trái phép hầu hết do các tổ chức tội phạm lớn thực hiện và xuất phát từ nhu cầu của các thị trường lớn mạnh như Trung Quốc và Nhật Bản, nơi ngà voi được sử dụng để chạm khắc những con dấu gọi là hanko cùng nhiều đồ mỹ nghệ khác. Những quảng cáo liên quan tới sản phẩm từ ngà voi là một trong những nguyên nhân khiến nạn săn ngà voi tăng vọt. Khoảng 10 nghìn quảng cáo về ngà voi bằng tiếng Nhật xuất hiện trên Google. Khoảng 80% số đó quảng cáo cho hanko (ấn chương, ấn triện), những con dấu nhỏ được sử dụng rộng rãi ở Nhật Bản để đóng dấu các tài liệu chính thức. Các quảng cáo còn lại quảng bá đồ chạm trổ và các vật dụng nhỏ khác. Những con dấu này là hàng hóa hợp pháp và người ta thường gắn cụm từ "bằng ngà voi" vào chúng. Doanh số hanko của Nhật Bản là một yếu tố ảnh hưởng tới nhu cầu lớn đối với ngà voi và khiến nạn săn trộm voi khắp châu Phi tái diễn trên phạm vi rộng.